# Systena dimorpha
Systena dimorpha är en skalbaggsart som beskrevs av Blake 1933. Systena dimorpha ingår i släktet Systena och familjen bladbaggar. Inga underarter finns listade i Catalogue of Life.